# ヒンドゥスターニー語の印パ間差異
ヒンドゥスターニー語の印パ間差異とは、英国植民地時代にムスリムとヒンドゥーの両知識人の間に生じた亀裂とその結果としての印パ分断により生じたインドとパキスタンに於けるヒンドゥスターニー語の差異の事。ここではインドの規範方言をヒンディー語、パキスタンの規範方言をウルドゥー語とする。

## 文字の違い
ヒンディー語ではデーヴァナーガリー文字が使用され、ウルドゥー語では改良アラビア文字が使用される。元来インド・アーリア諸語はデーヴァーナーガリーやその姉妹文字で表されていたが、ヒンドゥスターニー語は最もアラブ＝ペルシア文化の影響の強い環境で生まれた言語であるため、アラビア文字による表記も行われた。
英領時代は両者は概ね対等の地位にあったが、英領統治の後半からどちらの文字を正式な表記に用いるかをめぐりムスリムとヒンドゥー双方の知識人が対立し、現在まで続く文字の違いを生んだ。但しラテン文字による表記法もあるため文通は可能である。

## 語彙の差
両国家の宗教的イデオロギーの結果、ヒンディー語はサンスクリット語からの借用語、ウルドゥー語はアラビア語やペルシア語からの借用語を好む傾向にあり、マスコミなどで用いられる非日常的な抽象概念・科学技術に関する用語などでこの違いが際立ってくる。分断国家でイデオロギーによる言語差異が生まれるのは朝鮮語やセルボ・クロアチア語などと共通している。

## 文法の差異
一部の名詞でジェンダーが食い違うことがある。これは近代以前の方言差に由来している。